# 紀ノ川橋梁 (南海本線)

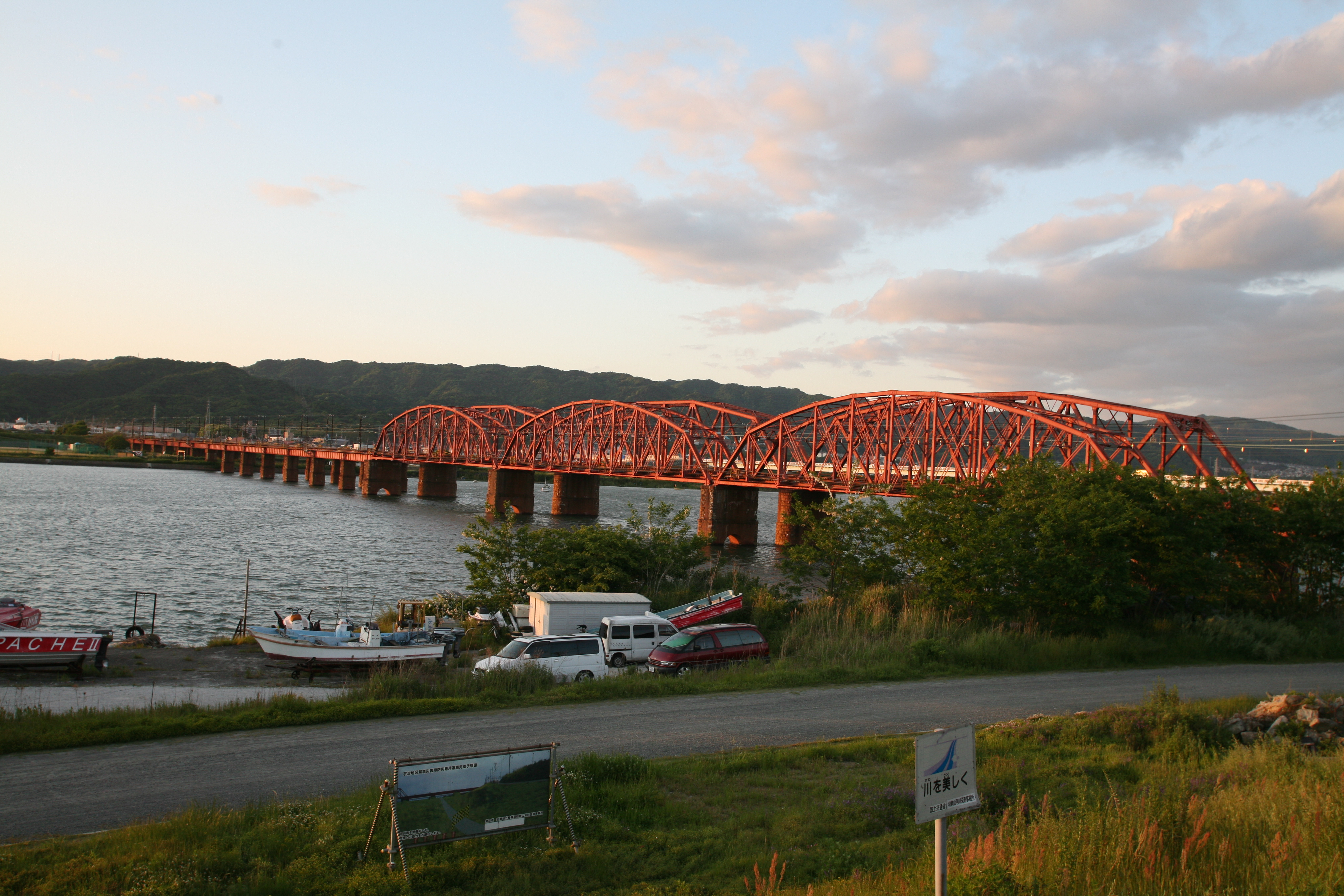
上り線を左岸（南）から。

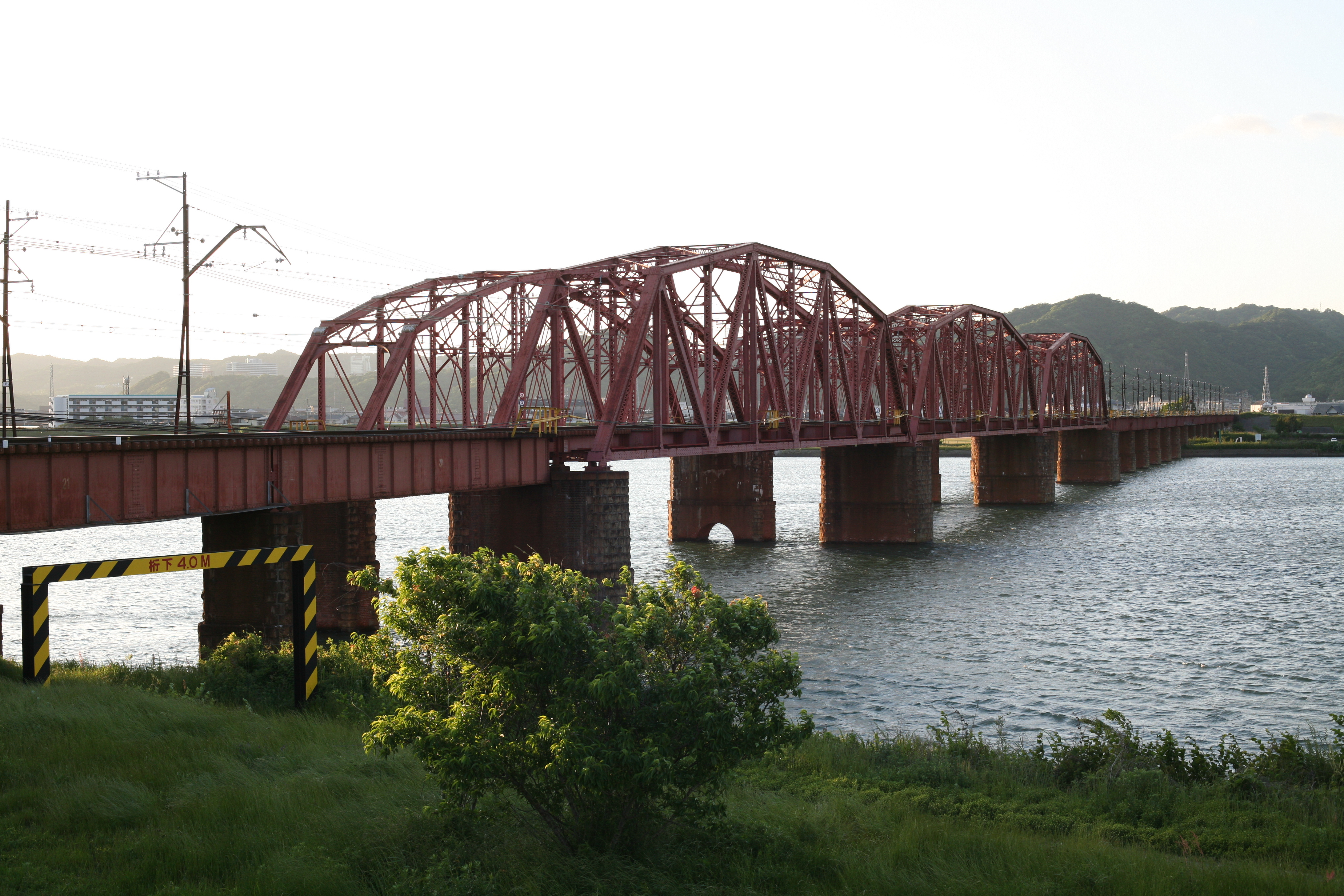
下り線を左岸（南）から。

紀ノ川橋梁（きのかわきょうりょう）は、南海電気鉄道の路線である南海本線の、紀ノ川駅 - 和歌山市駅間にある鉄道橋。

## 概要
1903年（明治36年）、まず現在の南海本線上り線が紀の川に架けられた。ピン結合によるプラットトラス橋3連を、16連と3連のガーダー橋が挟む形である。上り線はアメリカ合衆国のAアンドP・ロバーツ設計、アメリカン・ブリッジ製造。
1922年（大正11年）に隣接して下り線用の橋梁が架けられ、この区間が複線化された。この下り線の桁はワーレントラス橋3連を、16連と3連のガーダー橋が挟む。国産である。
1998年（平成10年）には南海の調査により「耐震性に劣る」として架け替えが検討されたが、その後鉄道総合技術研究所（JR総研）の調査で支障がないことがわかり、計画は中止された。
2022年（令和4年）9月に上り線・下り線が共に土木学会選奨土木遺産に認定された。

## アクセス
- 南海本線紀ノ川駅から徒歩15分